# Abbandono di persone minori o incapaci
Nel diritto penale italiano, l'abbandono di persone minori o incapaci (comunemente, secondo i casi, anche abbandono di minore e abbandono di incapace) è il delitto previsto dall'art. 591 del codice penale. È un delitto contro la vita e contro l’incolumità individuale, ed è come l'omissione di soccorso un delitto di omessa solidarietà.
Gli obblighi solidaristici imposti dal sistema penale prima, e dalla Costituzione poi (art. 2), riguardano quel minimo di solidarietà che, all'interno di una qualsiasi società civile organizzata, viene richiesto ai consociati. La norma impone il divieto di abbandono di determinati soggetti che versano in particolari condizioni, da parte di chi è gravato dall'obbligo di garanzia verso gli stessi.
La norma prevede tre fattispecie.

## Abbandono di minore o di incapace
L'art. 591 al primo comma recita:  Chiunque abbandona una persona minore degli anni quattordici, ovvero una persona incapace, per malattia di mente o di corpo, per vecchiaia, o per altra causa, di provvedere a se stessa, e della quale abbia la custodia o debba avere la cura, è punito con la reclusione da sei mesi a cinque anni.
Tra gli intenti del legislatore vi fu di combattere o arginare alcuni fenomeni comuni nelle società passate, nelle quali accadeva che una madre o una famiglia interrompesse il rapporto di dipendenza nei confronti di un figlio, frequentemente appena dopo la nascita.
Allo stesso modo, si volle combattere il fenomeno dell'indigenza degli anziani e la miseria dei disabili abbandonati a se stessi.
Il termine 'abbandono', indica in giurisprudenza la rinuncia ad un diritto di proprietà o usufrutto. In questo contesto il legislatore impone di non poter rinunciare alla 'proprietà' in quanto l'oggetto è una persona vivente che verrebbe esposta a gravi pericoli.

### Quadro storico dell'abbandono di minore
Il fenomeno dell'abbandono dei minori è testimoniato da tempi antichissimi, come nella leggenda di Romolo e Remo.
Con il termine trovatello veniva indicato, specialmente in passato, il bambino abbandonato dai genitori in tenera età o non riconosciuto alla nascita. Spesso si trattava di bambini illegittimi, ma i due concetti non vanno confusi. In molti casi i figli venivano abbandonati per povertà.
Nel secolo scorso, l'abbandono di minori affidati alla misericordia di passanti o istituzioni, che interessò fortemente il mondo occidentale, venne visto come depravazione morale e oggetto di riforma sociale. Si stima in Europa Occidentale, negli anni attorno al 1850, sarebbero stati abbandonati più di 100.000 bambini all'anno. Negli stessi anni, si pensa che a New York vivessero circa trentamila trovatelli. I neonati abbandonati avevano una mortalità altissima, anche se raccolti dalle istituzioni. I sopravvissuti andavano a costituire forza lavoro a bassissimo costo.
Nella società moderna italiana, dove la natalità è fra le più basse al mondo, i fenomeni storicamente comuni di abbandono dei minori sono diventati piuttosto infrequenti e oggetto delle pagine di cronaca.

## Elementi oggettivi
Reo di tale delitto è colui che ha la custodia o deve averne cura. Si tratta pertanto di un delitto proprio: i soggetti destinatari della norma sono individuati dalla legge. L'obbligo della cura può derivare:
- dalla legge: così ad esempio genitori, insegnanti, tutori;
- da un contratto: ad esempio guide alpine, infermieri, bambinai, bagnini.[4]

Soggetto passivo è il minore di 14 anni o l'incapace. L'incapace non è inteso in senso normativo, come colui che sia stato interdetto o inabilitato ai sensi della legge. L'incapacità può derivare anche dalle circostanze concrete: si pensi al cliente di una guida alpinistica.
La condotta consiste nell'abbandono materiale del soggetto passivo (non solo morale).
Il delitto è un reato di pericolo, in quanto l'abbandono in sé non è sufficiente a cagionare un danno, ma pone il minore o l'incapace in una situazione di pericolo e ne mette a repentaglio l'incolumità.
Perfezionandosi con il momento dell'abbandono, è un reato istantaneo.

## Elemento soggettivo
L'elemento soggettivo è il dolo generico, ossia la coscienza dello stato di incapacità e la volontà dell'abbandono.

## Abbandono all'estero
Il secondo comma punisce (con la stessa pena) Chi abbandona all'estero un cittadino italiano minore degli anni 18, a lui affidato nel territorio dello Stato per ragioni di lavoro.
Anche qui trattasi di un reato proprio. Infatti l'obbligo giuridico a carico del soggetto attivo deve preesistere alla condotta di abbandono, e consiste in un rapporto di affidamento fondato nel territorio italiano. L'unica differenza con il reato precedente è l'età del minore, che si presume incapace di badare a sé stesso, all'estero, anche oltre i 14 anni.

## Abbandono qualificato
Parte della dottrina considera la terza fattispecie un'aggravante, parte un reato autonomo e recita: La pena è della reclusione da uno a sei anni se dal fatto deriva una lesione personale, ed è da tre a otto anni se ne deriva la morte. Si tratta di eventi che si sono verificati in conseguenza della prima condotta e che devono essere riconducibili al fatto dell'abbandono. Il codice prevede un aumento di pena nel caso che dall'abbandono derivino lesioni penali o morte. Non solo il soggetto attivo delle lesioni o della morte non è lo stesso dell'abbandono (altrimenti risponderebbe di concorso di reati); ma al momento dell'abbandono non doveva né volere né rappresentarsi l'evento di lesioni o morte (anche in questo caso risponderebbe del delitto di omicidio o lesioni).

## Aggravante speciale
Le fattispecie sono aggravate se l'abbandono è stato commesso da genitore, figlio, tutore, coniuge, dall'adottato o dall'adottando.

## Pene
- reclusione da sei mesi a cinque anni per le prime due fattispecie
- della reclusione da uno a sei anni per abbandono qualificato da lesioni o morte
- pena aumentata per i soggetti qualificati nell'ultimo comma.

## Difficoltà di interpretazione dell'art. 591 c.p.
Il concetto di abbandono descritto nell'articolo 591 del codice penale italiano non è definito esplicitamente in termini di intenzioni, tempi o contesti. Per questo motivo, negli anni, si sono accumulati dibattiti e sentenze che hanno dettato alcuni confini alla nozione.
Ad esempio, l'accusa di abbandono è stata usato come arma nelle contestazioni tra coniugi separati, nel tentativo di screditare l'avversario, ma la sola separazione materiale del custode dal minore non è condizione sufficiente.
Altre difficoltà di interpretazione pone il limite di quattordici anni all'incapacità di provvedere per se stessi.
Se si intende per capacità di provvedere a se stessi la possibilità di mantenersi con il lavoro, mentre dal 1948 al 2003 la Costituzione della Repubblica imponeva un obbligo di frequenza scolastica di almeno otto anni, con la riforma Moratti del 2003 venne imposto l'obbligo formativo per dieci anni. Tale obbligo prevedeva che gli studenti, dopo il conseguimento del diploma di scuola secondaria inferiore, si iscrivessero o alle scuole secondarie superiori o a un corso di formazione o che mettessero in atto forme di alternanza tra formazione e lavoro (apprendistato). Con l'art. 1 comma 622 della 27 dicembre 2006 n. 296 (legge finanziaria per l'anno 2007), l'obbligo scolastico è stato innalzato a 10 anni e, in ogni caso, fino al sedicesimo anno di età. Di conseguenza l'età per l'accesso al lavoro è stata elevata a 16 anni. Sotto questa età, il minore non è in grado di provvedere a se stesso.
Se invece si intende un grado di autonomia tale da consentire al minore di difendersi da pericoli più o meno gravi, quali potrebbero essere la fame, l'ipotermia o i pericoli domestici, in caso di contestazione, il giudice è chiamato ad un compito difficile di valutazione dell'ambiente e della maturità del minore.